# Бакалите
Бакалите е село в Южна България. То се намира в община Черноочене, област Кърджали.

## География
Отстои на около 36 км западно от общинския център с. Черноочене, на около 27 км северозападно от областния град Кърджали.
Селото се намира в Източните Родопи, на надморска височина от около 690 м. Релефът е планински, а климатът се характеризира с мека зима и горещо лято.
Село Бакалите е разположено между язовир „Боровица“ и язовир „Кърджали“.
Населението на Бакалите наброява около 85 души.
В селото има кметство, а най-близката поликлиника, здравна служба, читалище, училище и детска градина се намират в село Черноочене.

### Природни забележителности
Едно от тях е язовир Кърджали – място за почивка, плаж, практикуване на водни спортове и риболов.
На по-малко от 2 км североизточно от центъра на село Бакалите на едноименния хълм се намира крепостта „Фишек кая“.
Интерес представлява и близкоразположеният средновековен комплекс „Перперикон“.

## Население
Численост и дял на етническите групи според преброяването на населението през 2011 г.:
|                     | Численост | Дял (в %) |
| Общо                | 91        | 100,00    |
| Българи             | 0         | 0,00      |
| Турци               | 90        | 98,90     |
| Цигани              | 0         | 0,00      |
| Други               | 0         | 0,00      |
| Не се самоопределят | 0         | 0,00      |
| Неотговорили        | 1         | 1,09      |